# Liste der Nummer-eins-Hits in Südkorea (2018)
Dies ist eine Liste der Nummer-eins-Hits in Südkorea im Jahr 2018, basierend auf den offiziellen Gaon Charts.

## Singles
| ← 2017 ← | Liste der Nummer-eins-Hits in Südkorea | Liste der Nummer-eins-Hits in Südkorea | Liste der Nummer-eins-Hits in Südkorea                                                   | 2019 →                                          |
| \| Zeitraum \| Wo. ges. \| Interpret \| Titel Autor(en) \| Zusätzliche Informationen \| \| (Zeitraum, Wochen auf Platz eins, Interpret, Titel, Autor[en], zusätzliche Informationen) \| \| \| \| \| \| ----------------------------------------------------------------------------------------- \| -------- \| --------------- \| ---------------------------------------------------------------------------------------- \| ----------------------------------------------- \| \| 31. Dezember 2017 – 6. Januar 2018 1 Woche \| 1 \| Park Hyo-shin \| 겨울소리 / Sound of Winter \| – \| \| 7. Januar 2018 – 27. Januar 2018 3 Wochen \| 3 \| Jang Deok Cheol \| 그날처럼 / Good Old Days \| – \| \| 28. Januar 2018 – 10. März 2018 6 Wochen \| 6 \| iKon \| 사랑을 했다 / Love Scenario Kim Han-bin, Kim Ji-won, Mot Mal, Seung \| – \| \| 11. März 2018 – 31. März 2018 3 Wochen \| 3 \| Big Bang \| 꽃 길 / Flower Road Kwon Ji-yong, Choi Seung-hyun \| Für Big Bang war es der zehnte Nummer-eins-Hit. \| \| 1. April 2018 – 7. April 2018 1 Woche \| 1 \| Haon & Vinxen \| 바코드 / Bar Code \| – \| \| 8. April 2018 – 14. April 2018 1 Woche \| 1 \| Twice \| What Is Love? Park Jin-young, Lee Woo-min \| – \| \| 15. April 2018 – 21. April 2018 1 Woche \| 1 \| Nilo \| 지나오다 / Pass By \| – \| \| 22. April 2018 – 19. Mai 2018 4 Wochen \| 4 \| Loco & Hwasa \| 주지마 / Don't Give It to Me \| – \| \| 20. Mai 2018 – 26. Mai 2018 1 Woche \| 1 \| BTS \| Fake Love "hitman" bang, PDOGG, RM \| – \| \| 27. Mai 2018 – 16. Juni 2018 3 Wochen \| 3 \| Bolbbalgan4 \| 여행 / Travel \| – \| \| 17. Juni 2018 – 7. Juli 2018 3 Wochen \| 3 \| Blackpink \| 뚜두뚜두 / Ddu-Du Ddu-Du Teddy Park \| – \| \| 8. Juli 2018 – 14. Juli 2018 1 Woche \| 1 \| Twice \| Dance the Night Away \| – \| \| 15. Juli 2018 – 28. Juli 2018 2 Wochen (insgesamt 3) \| 3 \| Shaun \| Way Back Home \| – \| \| 29. Juli 2018 – 4. August 2018 1 Woche \| 1 \| Zico feat. IU \| SoulMate \| – \| \| 5. August 2018 – 18. August 2018 2 Wochen \| 2 \| Red Velvet \| Power Up \| – \| \| 19. August 2018 – 25. August 2018 1 Woche (insgesamt 3) \| 3 \| Shaun \| Way Back Home \| – \| \| 26. August 2018 – 1. September 2018 1 Woche \| 1 \| BTS \| Idol "hitman" bang, Ali Tamposi, RM, Roman Campolo, Supreme Boi \| – \| \| 2. September 2018 – 15. September 2018 2 Wochen \| 2 \| Sunmi \| 사이렌 / Siren Sunmi, Frants \| – \| \| 16. September 2018 – 22. September 2018 1 Woche \| 1 \| Roy Kim \| 우리 그만하자 / The Hardest Part \| – \| \| 23. September 2018 – 6. Oktober 2018 2 Wochen \| 2 \| Im Chang-jung \| 하루도 그대를 사랑하지 않은 적이 없었다 / There Has Never Been a Day I Haven't Loved You \| – \| \| 7. Oktober 2018 – 27. Oktober 2018 3 Wochen \| 3 \| IU \| 삐삐 / Bbibbi \| – \| \| 28. Oktober 2018 – 3. November 2018 1 Woche \| 1 \| Paul Kim \| 너를 만나 / Me After You \| – \| \| 4. November 2018 – 10. November 2018 1 Woche \| 1 \| Twice \| Yes or Yes \| – \| \| 11. November 2018 – 24. November 2018 2 Wochen \| 2 \| Jennie \| Solo \| – \| \| 25. November 2018 – 8. Dezember 2018 2 Wochen \| 2 \| Mino \| 아낙네 / Fiancé \| – \| \| 9. Dezember 2018 – 5. Januar 2019 4 Wochen \| 4 \| Ben \| 180도 / 180 Degrees \| – \| |                                        |                                        |                                                                                          |                                                 |
| ← 2017 |                                        |                                        |                                                                                          | → 2019 →                                        |
| Zeitraum | Wo. ges.                               | Interpret                              | Titel Autor(en)                                                                          | Zusätzliche Informationen                       |
| (Zeitraum, Wochen auf Platz eins, Interpret, Titel, Autor[en], zusätzliche Informationen) |                                        |                                        |                                                                                          |                                                 |
| 31. Dezember 2017 – 6. Januar 2018 1 Woche | 1                                      | Park Hyo-shin                          | 겨울소리 / Sound of Winter                                                               | –                                               |
| 7. Januar 2018 – 27. Januar 2018 3 Wochen | 3                                      | Jang Deok Cheol                        | 그날처럼 / Good Old Days                                                                 | –                                               |
| 28. Januar 2018 – 10. März 2018 6 Wochen | 6                                      | iKon                                   | 사랑을 했다 / Love Scenario Kim Han-bin, Kim Ji-won, Mot Mal, Seung                      | –                                               |
| 11. März 2018 – 31. März 2018 3 Wochen | 3                                      | Big Bang                               | 꽃 길 / Flower Road Kwon Ji-yong, Choi Seung-hyun                                        | Für Big Bang war es der zehnte Nummer-eins-Hit. |
| 1. April 2018 – 7. April 2018 1 Woche | 1                                      | Haon & Vinxen                          | 바코드 / Bar Code                                                                        | –                                               |
| 8. April 2018 – 14. April 2018 1 Woche | 1                                      | Twice                                  | What Is Love? Park Jin-young, Lee Woo-min                                                | –                                               |
| 15. April 2018 – 21. April 2018 1 Woche | 1                                      | Nilo                                   | 지나오다 / Pass By                                                                       | –                                               |
| 22. April 2018 – 19. Mai 2018 4 Wochen | 4                                      | Loco & Hwasa                           | 주지마 / Don't Give It to Me                                                             | –                                               |
| 20. Mai 2018 – 26. Mai 2018 1 Woche | 1                                      | BTS                                    | Fake Love "hitman" bang, PDOGG, RM                                                       | –                                               |
| 27. Mai 2018 – 16. Juni 2018 3 Wochen | 3                                      | Bolbbalgan4                            | 여행 / Travel                                                                            | –                                               |
| 17. Juni 2018 – 7. Juli 2018 3 Wochen | 3                                      | Blackpink                              | 뚜두뚜두 / Ddu-Du Ddu-Du Teddy Park                                                      | –                                               |
| 8. Juli 2018 – 14. Juli 2018 1 Woche | 1                                      | Twice                                  | Dance the Night Away                                                                     | –                                               |
| 15. Juli 2018 – 28. Juli 2018 2 Wochen (insgesamt 3) | 3                                      | Shaun                                  | Way Back Home                                                                            | –                                               |
| 29. Juli 2018 – 4. August 2018 1 Woche | 1                                      | Zico feat. IU                          | SoulMate                                                                                 | –                                               |
| 5. August 2018 – 18. August 2018 2 Wochen | 2                                      | Red Velvet                             | Power Up                                                                                 | –                                               |
| 19. August 2018 – 25. August 2018 1 Woche (insgesamt 3) | 3                                      | Shaun                                  | Way Back Home                                                                            | –                                               |
| 26. August 2018 – 1. September 2018 1 Woche | 1                                      | BTS                                    | Idol "hitman" bang, Ali Tamposi, RM, Roman Campolo, Supreme Boi                          | –                                               |
| 2. September 2018 – 15. September 2018 2 Wochen | 2                                      | Sunmi                                  | 사이렌 / Siren Sunmi, Frants                                                             | –                                               |
| 16. September 2018 – 22. September 2018 1 Woche | 1                                      | Roy Kim                                | 우리 그만하자 / The Hardest Part                                                         | –                                               |
| 23. September 2018 – 6. Oktober 2018 2 Wochen | 2                                      | Im Chang-jung                          | 하루도 그대를 사랑하지 않은 적이 없었다 / There Has Never Been a Day I Haven't Loved You | –                                               |
| 7. Oktober 2018 – 27. Oktober 2018 3 Wochen | 3                                      | IU                                     | 삐삐 / Bbibbi                                                                            | –                                               |
| 28. Oktober 2018 – 3. November 2018 1 Woche | 1                                      | Paul Kim                               | 너를 만나 / Me After You                                                                 | –                                               |
| 4. November 2018 – 10. November 2018 1 Woche | 1                                      | Twice                                  | Yes or Yes                                                                               | –                                               |
| 11. November 2018 – 24. November 2018 2 Wochen | 2                                      | Jennie                                 | Solo                                                                                     | –                                               |
| 25. November 2018 – 8. Dezember 2018 2 Wochen | 2                                      | Mino                                   | 아낙네 / Fiancé                                                                          | –                                               |
| 9. Dezember 2018 – 5. Januar 2019 4 Wochen | 4                                      | Ben                                    | 180도 / 180 Degrees                                                                      | –                                               |

## Alben
| ← 2017 ← | Liste der Nummer-eins-Hits in Südkorea | Liste der Nummer-eins-Hits in Südkorea | Liste der Nummer-eins-Hits in Südkorea | 2019 → |
| \| Zeitraum \| Wo. ges. \| Interpret \| Titel \| Zusätzliche Informationen \| \| (Zeitraum, Wochen auf Platz eins, Interpret, Titel, zusätzliche Informationen) \| \| \| \| \| \| ------------------------------------------------------------------------------ \| -------- \| ---------------- \| ---------------------------------- \| ---------------------------------------------------------------------------------------------------------------------------- \| \| 31. Dezember 2017 – 6. Januar 2018 1 Woche (insgesamt 3) \| 3 \| BTS \| Love Yourself 承 ‘Her’ \| – \| \| 7. Januar 2018 – 13. Januar 2018 1 Woche (insgesamt 1) \| 1 \| Infinite \| Top Seed \| – \| \| 14. Januar 2018 – 20. Januar 2018 1 Woche (insgesamt 1) \| 1 \| JBJ \| True Colors \| – \| \| 21. Januar 2018 – 27. Januar 2018 1 Woche (insgesamt 2) \| 2 \| Jonghyun \| Poet \\| Artist \| Nach Kims Tod im Dezember 2017 konnte er mit seinem postumen Album zum dritten Mal die Eins erreichen. \| \| 28. Januar 2018 – 3. Februar 2018 1 Woche (insgesamt 1) \| 1 \| Red Velvet \| The Perfect Red Velvet \| – \| \| 4. Februar 2018 – 10. Februar 2018 1 Woche (insgesamt 1) \| 1 \| Seventeen \| Director’s Cut \| – \| \| 11. Februar 2018 – 17. Februar 2018 1 Woche (insgesamt 2) \| 2 \| Wanna One \| 1×1=1 (To Be One) \| – \| \| 18. Februar 2018 – 24. Februar 2018 1 Woche \| 1 \| Yang Yo-seob \| 白 \| – \| \| 25. Februar 2018 – 3. März 2018 1 Woche \| 1 \| Kim Sung-kyu \| 10 Stories \| – \| \| 4. März 2018 – 10. März 2018 1 Woche \| 1 \| Mamamoo \| Yellow Flower \| – \| \| 11. März 2018 – 17. März 2018 1 Woche \| 1 \| Got7 \| Eyes on You \| – \| \| 18. März 2018 – 24. März 2018 1 Woche \| 1 \| Wanna One \| 0+1=1 (I Promise You) \| – \| \| 25. März 2018 – 31. März 2018 1 Woche \| 1 \| TVXQ \| New Chapter #1: The Chance of Love \| – \| \| 1. April 2018 – 7. April 2018 1 Woche \| 1 \| Winner \| Everyday \| – \| \| 8. April 2018 – 14. April 2018 1 Woche \| 1 \| Exo-CBX \| Blooming Days \| – \| \| 15. April 2018 – 21. April 2018 1 Woche \| 1 \| VIXX \| Eau de VIXX \| – \| \| 22. April 2018 – 28. April 2018 1 Woche \| 1 \| Hwang Chi-yeul \| Be Myself \| – \| \| 29. April 2018 – 5. Mai 2018 1 Woche \| 1 \| GFriend \| Time for the Moon Night \| – \| \| 6. Mai 2018 – 12. Mai 2018 1 Woche \| 1 \| Teen Top \| Seoul Night \| – \| \| 13. Mai 2018 – 26. Mai 2018 2 Wochen \| 2 \| BTS \| Love Yourself 轉 ‘Tear’ \| – \| \| 27. Mai 2018 – 2. Juni 2018 1 Woche \| 1 \| Shinee \| The Story of Light EP.1 \| – \| \| 3. Juni 2018 – 9. Juni 2018 1 Woche \| 1 \| Wanna One \| 1÷x=1 (Undivided) \| – \| \| 10. Juni 2018 – 16. Juni 2018 1 Woche \| 1 \| Shinee \| The Story of Light EP.2 \| – \| \| 17. Juni 2018 – 23. Juni 2018 1 Woche \| 1 \| Blackpink \| Square Up \| – \| \| 24. Juni 2018 – 30. Juni 2018 1 Woche \| 1 \| NU'EST W \| Who, You \| – \| \| 1. Juli 2018 – 7. Juli 2018 1 Woche \| 1 \| Apink \| One & Six \| – \| \| 8. Juli 2018 – 14. Juli 2018 1 Woche \| 1 \| Twice \| Summer Nights \| – \| \| 15. Juli 2018 – 21. Juli 2018 1 Woche (insgesamt 2) \| 2 \| Seventeen \| You Make My Day \| – \| \| 22. Juli 2018 – 28. Juli 2018 1 Woche \| 1 \| Seungri \| The Great Seungri \| – \| \| 29. Juli 2018 – 4. August 2018 1 Woche (insgesamt 2) \| 2 \| Seventeen \| You Make My Day \| – \| \| 5. August 2018 – 11. August 2018 1 Woche \| 1 \| Red Velvet \| Summer Magic \| – \| \| 12. August 2018 – 18. August 2018 1 Woche \| 1 \| Super Junior-D&E \| 'Bout You \| – \| \| 19. August 2018 – 1. September 2018 2 Wochen \| 2 \| BTS \| Love Yourself 結 ‘Answer’ \| BTS erreichte mit ihren fünften Kompilationsalben Love Yourself 結 ‘Answer’ zum Zehnten mal die Spitze der Album-Charts. \| \| 2. September 2018 – 8. September 2018 1 Woche \| 1 \| NCT Dream \| We Go Up \| – \| \| 9. September 2018 – 15. September 2018 1 Woche \| 1 \| Shinee \| The Story of Light Epilogue \| – \| \| 16. September 2018 – 29. September 2018 2 Wochen \| 2 \| Got7 \| Present: You \| – \| \| 30. September 2018 – 6. Oktober 2018 1 Woche \| 1 \| iKon \| New Kids: The Final \| – \| \| 7. Oktober 2018 – 20. Oktober 2018 2 Wochen \| 2 \| NCT 127 \| Regular-Irregular \| – \| \| 21. Oktober 2018 – 27. Oktober 2018 1 Woche \| 1 \| Monsta X \| Take.1 Are You There? \| – \| \| 28. Oktober 2018 – 3. November 2018 1 Woche (insgesamt 2) \| 2 \| Exo \| Don’t Mess Up My Tempo \| – \| \| 4. November 2018 – 10. November 2018 1 Woche \| 1 \| Twice \| Yes or Yes \| – \| \| 11. November 2018 – 17. November 2018 1 Woche \| 1 \| BtoB \| Hour Moment \| – \| \| 18. November 2018 – 24. November 2018 1 Woche (insgesamt 2) \| 2 \| Wanna One \| 1¹¹=1 (Power of Destiny) \| – \| \| 25. November 2018 – 1. Dezember 2018 1 Woche \| 1 \| NU'EST W \| Wake,N \| – \| \| 2. Dezember 2018 – 8. Dezember 2018 1 Woche \| 1 \| Got7 \| Present: You & Me \| – \| \| 9. Dezember 2018 – 15. Dezember 2018 1 Woche \| 1 \| Exo \| Love Shot \| – \| \| 16. Dezember 2018 – 22. Dezember 2018 1 Woche (insgesamt 2) \| 2 \| Jonghyun \| Poet \\| Artist \| Nach Jonghyuns Ableben am 18. Dezember 2017, erreichte sein zweites Studioalbum erneut die Spitzenposition der Album-Charts. \| \| 23. Dezember 2018 – 29. Dezember 2018 1 Woche (insgesamt 2) \| 2 \| Exo \| Don’t Mess Up My Tempo \| – \| \| 30. Dezember 2018 – 5. Januar 2019 1 Woche (insgesamt 2) \| 2 \| Wanna One \| 1¹¹=1 (Power of Destiny) \| – \| |                                        |                                        |                                        | |
| ← 2017 |                                        |                                        |                                        | → 2019 → |
| Zeitraum | Wo. ges.                               | Interpret                              | Titel                                  | Zusätzliche Informationen |
| (Zeitraum, Wochen auf Platz eins, Interpret, Titel, zusätzliche Informationen) |                                        |                                        |                                        | |
| 31. Dezember 2017 – 6. Januar 2018 1 Woche (insgesamt 3) | 3                                      | BTS                                    | Love Yourself 承 ‘Her’                 | – |
| 7. Januar 2018 – 13. Januar 2018 1 Woche (insgesamt 1) | 1                                      | Infinite                               | Top Seed                               | – |
| 14. Januar 2018 – 20. Januar 2018 1 Woche (insgesamt 1) | 1                                      | JBJ                                    | True Colors                            | – |
| 21. Januar 2018 – 27. Januar 2018 1 Woche (insgesamt 2) | 2                                      | Jonghyun                               | Poet \| Artist                         | Nach Kims Tod im Dezember 2017 konnte er mit seinem postumen Album zum dritten Mal die Eins erreichen.                       |
| 28. Januar 2018 – 3. Februar 2018 1 Woche (insgesamt 1) | 1                                      | Red Velvet                             | The Perfect Red Velvet                 | – |
| 4. Februar 2018 – 10. Februar 2018 1 Woche (insgesamt 1) | 1                                      | Seventeen                              | Director’s Cut                         | – |
| 11. Februar 2018 – 17. Februar 2018 1 Woche (insgesamt 2) | 2                                      | Wanna One                              | 1×1=1 (To Be One)                      | – |
| 18. Februar 2018 – 24. Februar 2018 1 Woche | 1                                      | Yang Yo-seob                           | 白                                     | – |
| 25. Februar 2018 – 3. März 2018 1 Woche | 1                                      | Kim Sung-kyu                           | 10 Stories                             | – |
| 4. März 2018 – 10. März 2018 1 Woche | 1                                      | Mamamoo                                | Yellow Flower                          | – |
| 11. März 2018 – 17. März 2018 1 Woche | 1                                      | Got7                                   | Eyes on You                            | – |
| 18. März 2018 – 24. März 2018 1 Woche | 1                                      | Wanna One                              | 0+1=1 (I Promise You)                  | – |
| 25. März 2018 – 31. März 2018 1 Woche | 1                                      | TVXQ                                   | New Chapter #1: The Chance of Love     | – |
| 1. April 2018 – 7. April 2018 1 Woche | 1                                      | Winner                                 | Everyday                               | – |
| 8. April 2018 – 14. April 2018 1 Woche | 1                                      | Exo-CBX                                | Blooming Days                          | – |
| 15. April 2018 – 21. April 2018 1 Woche | 1                                      | VIXX                                   | Eau de VIXX                            | – |
| 22. April 2018 – 28. April 2018 1 Woche | 1                                      | Hwang Chi-yeul                         | Be Myself                              | – |
| 29. April 2018 – 5. Mai 2018 1 Woche | 1                                      | GFriend                                | Time for the Moon Night                | – |
| 6. Mai 2018 – 12. Mai 2018 1 Woche | 1                                      | Teen Top                               | Seoul Night                            | – |
| 13. Mai 2018 – 26. Mai 2018 2 Wochen | 2                                      | BTS                                    | Love Yourself 轉 ‘Tear’                | – |
| 27. Mai 2018 – 2. Juni 2018 1 Woche | 1                                      | Shinee                                 | The Story of Light EP.1                | – |
| 3. Juni 2018 – 9. Juni 2018 1 Woche | 1                                      | Wanna One                              | 1÷x=1 (Undivided)                      | – |
| 10. Juni 2018 – 16. Juni 2018 1 Woche | 1                                      | Shinee                                 | The Story of Light EP.2                | – |
| 17. Juni 2018 – 23. Juni 2018 1 Woche | 1                                      | Blackpink                              | Square Up                              | – |
| 24. Juni 2018 – 30. Juni 2018 1 Woche | 1                                      | NU'EST W                               | Who, You                               | – |
| 1. Juli 2018 – 7. Juli 2018 1 Woche | 1                                      | Apink                                  | One & Six                              | – |
| 8. Juli 2018 – 14. Juli 2018 1 Woche | 1                                      | Twice                                  | Summer Nights                          | – |
| 15. Juli 2018 – 21. Juli 2018 1 Woche (insgesamt 2) | 2                                      | Seventeen                              | You Make My Day                        | – |
| 22. Juli 2018 – 28. Juli 2018 1 Woche | 1                                      | Seungri                                | The Great Seungri                      | – |
| 29. Juli 2018 – 4. August 2018 1 Woche (insgesamt 2) | 2                                      | Seventeen                              | You Make My Day                        | – |
| 5. August 2018 – 11. August 2018 1 Woche | 1                                      | Red Velvet                             | Summer Magic                           | – |
| 12. August 2018 – 18. August 2018 1 Woche | 1                                      | Super Junior-D&E                       | 'Bout You                              | – |
| 19. August 2018 – 1. September 2018 2 Wochen | 2                                      | BTS                                    | Love Yourself 結 ‘Answer’              | BTS erreichte mit ihren fünften Kompilationsalben Love Yourself 結 ‘Answer’ zum Zehnten mal die Spitze der Album-Charts.     |
| 2. September 2018 – 8. September 2018 1 Woche | 1                                      | NCT Dream                              | We Go Up                               | – |
| 9. September 2018 – 15. September 2018 1 Woche | 1                                      | Shinee                                 | The Story of Light Epilogue            | – |
| 16. September 2018 – 29. September 2018 2 Wochen | 2                                      | Got7                                   | Present: You                           | – |
| 30. September 2018 – 6. Oktober 2018 1 Woche | 1                                      | iKon                                   | New Kids: The Final                    | – |
| 7. Oktober 2018 – 20. Oktober 2018 2 Wochen | 2                                      | NCT 127                                | Regular-Irregular                      | – |
| 21. Oktober 2018 – 27. Oktober 2018 1 Woche | 1                                      | Monsta X                               | Take.1 Are You There?                  | – |
| 28. Oktober 2018 – 3. November 2018 1 Woche (insgesamt 2) | 2                                      | Exo                                    | Don’t Mess Up My Tempo                 | – |
| 4. November 2018 – 10. November 2018 1 Woche | 1                                      | Twice                                  | Yes or Yes                             | – |
| 11. November 2018 – 17. November 2018 1 Woche | 1                                      | BtoB                                   | Hour Moment                            | – |
| 18. November 2018 – 24. November 2018 1 Woche (insgesamt 2) | 2                                      | Wanna One                              | 1¹¹=1 (Power of Destiny)               | – |
| 25. November 2018 – 1. Dezember 2018 1 Woche | 1                                      | NU'EST W                               | Wake,N                                 | – |
| 2. Dezember 2018 – 8. Dezember 2018 1 Woche | 1                                      | Got7                                   | Present: You & Me                      | – |
| 9. Dezember 2018 – 15. Dezember 2018 1 Woche | 1                                      | Exo                                    | Love Shot                              | – |
| 16. Dezember 2018 – 22. Dezember 2018 1 Woche (insgesamt 2) | 2                                      | Jonghyun                               | Poet \| Artist                         | Nach Jonghyuns Ableben am 18. Dezember 2017, erreichte sein zweites Studioalbum erneut die Spitzenposition der Album-Charts. |
| 23. Dezember 2018 – 29. Dezember 2018 1 Woche (insgesamt 2) | 2                                      | Exo                                    | Don’t Mess Up My Tempo                 | – |
| 30. Dezember 2018 – 5. Januar 2019 1 Woche (insgesamt 2) | 2                                      | Wanna One                              | 1¹¹=1 (Power of Destiny)               | – |

## Jahreshitparaden
| ← 2017 ← | Liste der Nummer-eins-Hits in Südkorea | Liste der Nummer-eins-Hits in Südkorea | Liste der Nummer-eins-Hits in Südkorea | 2019 →   |
| \| Singles \| Position# \| Alben \| \| ------------------------------------------------------------------------ \| --------- \| ---------------------------------- \| \| Love Scenario / 사랑을 했다 iKon Kim Han-bin, Kim Ji-won, Mot Mal, Seung \| 1 \| Love Yourself 結 ‘Answer’ BTS \| \| Good Old Days / 그날처럼 Jang Deok Cheol \| 2 \| Love Yourself 轉 ‘Tear’ BTS \| \| Every Day, Every Moment / 모든 날, 모든 순간 Paul Kim \| 3 \| Don’t Mess Up My Tempo Exo \| \| Bboom Bboom / 뿜뿜 Momoland \| 4 \| 0+1=1 (I Promise You) Wanna One \| \| Ddu-Du Ddu-Du / 뚜두뚜두 Blackpink Teddy Park \| 5 \| 1÷x=1 (Undivided) Wanna One \| \| Pass By / 지나오다 Nilo \| 6 \| 1¹¹=1 (Power of Destiny) Wanna One \| \| Gift / 선물 MeloMance IU, G-Dragon \| 7 \| Love Shot Exo \| \| Way Back Home Shaun \| 8 \| You Make My Day Seventeen \| \| Only Then / 그때 헤어지면 돼 Roy Kim \| 9 \| Blooming Days Exo-CBX \| \| Travel / 여행 Bolbbalgan4 \| 10 \| What Is Love? Twice \| |                                        |                                        |                                        |          |
| ← 2017 |                                        |                                        |                                        | → 2019 → |
| Singles | Position#                              | Alben                                  |                                        |          |
| Love Scenario / 사랑을 했다 iKon Kim Han-bin, Kim Ji-won, Mot Mal, Seung | 1                                      | Love Yourself 結 ‘Answer’ BTS          |                                        |          |
| Good Old Days / 그날처럼 Jang Deok Cheol | 2                                      | Love Yourself 轉 ‘Tear’ BTS            |                                        |          |
| Every Day, Every Moment / 모든 날, 모든 순간 Paul Kim | 3                                      | Don’t Mess Up My Tempo Exo             |                                        |          |
| Bboom Bboom / 뿜뿜 Momoland | 4                                      | 0+1=1 (I Promise You) Wanna One        |                                        |          |
| Ddu-Du Ddu-Du / 뚜두뚜두 Blackpink Teddy Park | 5                                      | 1÷x=1 (Undivided) Wanna One            |                                        |          |
| Pass By / 지나오다 Nilo | 6                                      | 1¹¹=1 (Power of Destiny) Wanna One     |                                        |          |
| Gift / 선물 MeloMance IU, G-Dragon | 7                                      | Love Shot Exo                          |                                        |          |
| Way Back Home Shaun | 8                                      | You Make My Day Seventeen              |                                        |          |
| Only Then / 그때 헤어지면 돼 Roy Kim | 9                                      | Blooming Days Exo-CBX                  |                                        |          |
| Travel / 여행 Bolbbalgan4 | 10                                     | What Is Love? Twice                    |                                        |          |